# 日向市立細島小学校
日向市立細島小学校（ひゅうがしりつ ほそしましょうがっこう）は、宮崎県日向市大字細島593番地1にある公立の小学校。

## 校勢
2017年5月1日現在児童数100人

## 沿革
- 1887年3月9日 - 開校。
- 1903年1月22日 - 高等科を設置。
- 1937年10月1日 - 細島町が富高町と合併し、富島町が発足。富島町立細島小学校に改称。
- 1951年4月1日 - 富島町が岩脇村と合併し、日向市が発足。日向市立細島小学校に改称。
- 現在 - 富島中学校と連携型による小中一貫教育[3]を行っている。

## 通学区域
細島小学校の通学区域には以下の区域が指定されている。大半が大字細島の区域内となる。
- 宮の上、高々谷、八幡、庄手向、地蔵、吉野川、清正、八坂及び伊勢の全部並びに平野、曽根町4丁目及び古田の一部

## 校歌
- 作詞：北原白秋
- 作曲：外山國彦

## アクセス
- バス：宮崎交通「イオンタウン日向」バス停下車、徒歩10分